# Philippe Le Sourd
Philippe Le Sourd (Parigi, 15 luglio 1963) è un direttore della fotografia francese.

## Biografia
Comincia la sua carriera negli anni '90 come assistente di Darius Khondji sul set di Io ballo da sola di Bernardo Bertolucci, La città perduta di Jean-Pierre Jeunet e Marc Caro e Prima della pioggia, di Milčo Mančevski. Realizza poi la fotografia di numerosi spot.
Ha ottenuto una nomination all'Oscar alla migliore fotografia nel 2014 per The Grandmaster di Wong Kar-wai. Tra gli altri suoi film Sette anime di Gabriele Muccino e Un'ottima annata - A Good Year di Ridley Scott

## Filmografia
- Le masseur, regia di Vincent Ravalec - cortometraggio (1996)
- Forte tête, regia di Olivier Megaton - cortometraggio (1996)
- Conséquences de la réalité des morts, regia di Vincent Ravalec - cortometraggio (1997)
- Noël en famille, regia di Fabienne Berthaud e Aruna Villiers - cortometraggio (1998)
- Cantique de la racaille, regia di Vincent Ravalec (1998)
- Peut-être, regia di Cédric Klapisch (1999)
- La merveilleuse odyssée de l'idiot Toboggan, regia di Vincent Ravalec (2002)
- Atomik Circus (Atomik Circus - Le retour de James Bataille), regia di Didier Poiraud e Thierry Poiraud (2004)
- Un'ottima annata - A Good Year (A Good Year), regia di Ridley Scott (2006)
- There's Only One Sun, regia di Wong Kar-Wai - cortometraggio (2007)
- Heartango, regia di Gabriele Muccino - cortometraggio (director of photography) (2007)
- Sette anime (Seven Pounds), regia di Gabriele Muccino (2008)
- Deja Vu, regia di Wong Kar-Wai - cortometraggio (2012)
- The Grandmaster (Yut doi jung si), regia di Wong Kar-Wai (2013)
- This Day Forward, regia di Joachim Back - cortometraggio (2016)
- L'inganno (The Beguiled), regia di Sofia Coppola (2017)
- On the Rocks, regia di Sofia Coppola (2020)
- Priscilla, regia di Sofia Coppola (2023)